# Rainer Zepperitz
Rainer Zepperitz (Bandung, 25 augustus 1930 - Berlijn, 23 december 2009) was een Duits contrabassist.
Zeppert werd in Indonesië geboren, maar keerde in 1937 met zijn familie terug naar Duitsland, waar hij in 1940 in Düsseldorf ging studeren aan het Robert Schumann-muziekconservatorium. Op zijn 18de werd hij lid van het het symfonisch orkest van Düsseldorf. Tussen 1949 en 1951 was Rainer Zepperitz was solist bij het Staatsorkest van Bonn. In 1951 werd hij het jongste lid van de Berliner Philharmoniker en vanaf 1957 was hij contrabasspeler van het orkest in opvolging van Linus Wilhelm. In 1954 werd hij lid van het kamermuziekensemble van de Berliner Philharmoniker, later Philharmonisches Oktett genoemd. Op het einde van de jaren 1950 werd hij leraar aan de Berlin Hochschule für Musik. In 1977 stichtte hij het kamermuziekensemble Philharmonische Virtuosen, dat internationaal befaamd werd.